# Fizyka chemiczna
Fizyka chemiczna – dział fizyki, który zajmuje się badaniem fizycznych aspektów zjawisk chemicznych. Tradycyjnie do fizyki chemicznej zalicza się spektroskopię, niektóre aspekty mechaniki kwantowej oraz elementy fizyki ciała stałego i fizyki roztworów. W zasadzie całość zagadnień fizyki chemicznej jest zawarta w chemii fizycznej i podział zagadnień na fizykę chemiczną i chemię fizyczną jest bardzo umowny. Praktycznie biorąc z fizyką chemiczną ma się do czynienia wtedy, gdy fizycy zajmują się chemią, zaś z chemią fizyczną wtedy, gdy chemicy adaptują techniki i teorie fizyczne do swoich celów.